# Кларибел Алегрия
Кларибел Алегрия (на испански: Claribel Alegría) е салвадорска писателка, родена в Никарагуа и живяла дълго време в Съединените американски щати.

## Биография и творчество
Кларибел Алегрия е родена през 1924 г. в Естели, но малко по-късно родителите ѝ емигрират в Салвадор и тя израства в областта Санта Ана. През 1943 г. заминава за Съединените щати и през 1948 г. завършва философия и литература в Университета „Джордж Вашингтон“.
Тя подкрепя Сандинисткия фронт за национално освобождение и, след като през 1979 г. той взима властта в Никарагуа, се завръща в страната.

## Произведения
- „Anillo de silencio“ (1948)
- „Vigilias“ (1953)
- „Acuario“ (1955)
- „Tres cuentos“ (1958)
- „Huésped de mi tiempo“ (1961)
- „Vía única“ (1965)
- „Cenizas de Izalco“ (1966)
- „Aprendizaje“ (1970)
- „Pasaré a cobrar y otros poemas“ (1973)
- „Sobrevivo“ (1978)
- „La encrucijada salvadoreña“ (1980)
- „Nicaragua: la revolución sandinista“ (1980)
- „Flores del volcán; Suma y sigue“ (1981)
- „No me agarran viva: la mujer salvadoreña en lucha“ (1983)
- „Álbum familiar“ (1984)
- „Para romper el silencio: resistencia y lucha en las cárceles salvadoreñas“ (1984)
- „Despierta, mi bien, despierta“ (1986)
- „Luisa en el país de la realidad“ (1987)